# Irakli Okruashvili
Irakli Okruashvili (en georgiano: ირაკლი ოქრუაშვილი) (nacido el 6 de noviembre de 1973) es un político georgiano que desempeñó varios cargos importantes en el Gobierno de Georgia bajo la presidencia de Mikheil Saakashvili, entre ellos el ministro de Defensa desde diciembre de 2004 hasta su destitución en noviembre de 2006.
En septiembre de 2007, Okruashvili protagonizó un regreso escandaloso a la política georgiana, confrontando abiertamente a Mikheil Saakashvili y creando el movimiento de oposición Movimiento por Georgia Unida. El 27 de septiembre de 2007, Okruashvili fue detenido brevemente en la sede de su partido por cargos de corrupción, lavado de dinero y abuso de cargos. En 2007 abandonó Georgia y obtuvo asilo político en Francia. En octubre de 2010, aún en Francia, se unió a Sozar Subari, Levan Gachechiladze y Erosi Kitsmarishvili en el nuevo partido georgiano.
Okruashvili fue sentenciado a cinco años en prisión por su presunta participación en actos de violencia grupal en mítines antigubernamentales organizados en junio de 2019. Sin embargo, la presidenta Salomé Zurabishvili le indultó junto con Gigi Ugulava, el 15 de mayo de 2020.

## Primeros años
Irakli Okruashvili nació en Tsjinvali en el OA de Osetia del Sur de la RSS de Georgia. Se graduó de la Facultad de Derecho Internacional y Relaciones en la Universidad Estatal de Tiflis. Después trabajó como abogado.

## Carrera política

### Etapa gubernamental
Okruashvili sirvió como viceministro de Justicia de 2000 a 2001. Se incorporó al Movimiento Nacional Unido de Mikhail Saakashvili, y fue elegido como miembro de la Asamblea de Tiflis (Sakrebulo) en 2002. Después de la Revolución de las Rosas, Okruashvili fue nombrado la Persona Autorizada, es decir gobernador, del Presidente de Georgia en Shida Kartli (de la que Osetia del Sur era una parte de jure) en noviembre de 2003 y estableció fuertes medidas contra la corrupción y la lucha contra el contrabando en la región.
Se desempeñó como fiscal general desde enero de 2004 hasta que Saakashvili lo nombró ministro del Interior, en junio de 2004 y lo trasladó al puesto de ministro de Defensa en diciembre de 2004. Durante su mandato como ministro de Defensa, Okruashvili fue conocido por abogar por acciones militares contra los separatistas en Osetia del Sur.
Okruashvili dijo el 1 de mayo de 2006, que renunciaría al cargo si Georgia no podía restaurar el control sobre los separatistas de Osetia del Sur en un plazo de un año.
El 10 de noviembre de 2006, Saakashvili lo nombró Ministro de Desarrollo Económico. Davit Kezerashvili se convirtió en el ministro de Defensa. Okruashvili dimitió como ministro de Desarrollo Económico el 17 de noviembre de 2006.

### Etapa en la oposición
El 25 de septiembre de 2007, anunció la formación de un nuevo movimiento en la oposición llamado Movimiento por Georgia Unida y desató críticas hacia el presidente Saakashvili, acusándolo de corrupción, incompetencia y violaciones de los derechos humanos. También planteó nuevas preocupaciones en torno a la muerte de Zurab Zhvania, desafiando el punto de vista oficial de investigación y acusando personalmente al presidente de Georgia en la planificación del asesinato del empresario Badri Patarkatsishvili.
Las especulaciones sobre el nacimiento del partido de Okruashvili habían estado circulando desde hacía ya mucho tiempo y muchos analistas esperaban, lo que ellos llaman, "una guerra de materiales comprometedores" en caso de volver a la política. La presentación fue precedida por las controversias sobre las irregularidades financieras que rodean la nueva oficina del partido y la detención de Mijail Kareli, estrecho colaborador y gobernador de Shida Kartli por Orkuashvili, por cargos de corrupción, paro poco más tarde buscar asilo en Francia.

### Arresto
El 27 de septiembre de 2007, Okruashvili fue detenido bajo cargos de extorsión, lavado de dinero y abuso de cargos durante su período como ministro de Defensa de Georgia. El 28 de septiembre de 2007, varios partidos de la oposición organizaron una manifestación masiva pacífica en apoyo de Okruashvili en el Parlamento de Georgia.
El 8 de octubre de 2007, mediante una grabación del fiscal general, Okruashvili se declaró culpable de soborno a gran escala por medio de extorsión y negligencia mientras servía como ministro y se retractó de sus acusaciones contra el presidente, obteniendo la libertad bajo fianza de 10 millones de lari georgianos. También dijo que sus anteriores acusaciones dirigidas contra Saakashvili no eran ciertas y estaban dirigidas a obtener dividendos políticos para sí mismo y para Badri Patarkatsishvili y para desacreditar al presidente de Georgia. Algunos líderes de la oposición dijeron que la declaración de Okruashvili había sido hecha bajo coacción. Sin embargo, Okruashvili declaró que había decidido cooperar con la investigación para "mitigar su situación".

### Expulsión de Georgia
Después de que se declarara culpable, Okruashvili fue puesto en libertad. Dejó Georgia alrededor del 1 de noviembre de 2007. Posteriormente dijo que fue forzado al exilio; el gobierno dijo que había pedido irse debido a problemas médicos.
El 5 de noviembre de 2007, Okruashvili hizo una aparición sorpresa en Imedi TV de Múnich, alegando que se había visto obligado a retirar las acusaciones contra el presidente Saakashvili mientras estaba en la cárcel. Un fiscal de Georgia, sin embargo, rechazó las acusaciones de Okruashvili, mientras que los altos miembros del Parlamento de Georgia, del partido gobernante, lo describieron como "un instrumento en manos de Patarkatsishvili", propietario de Imedi TV, que financió manifestaciones de la oposición contra el gobierno georgiano.
El 14 de noviembre de 2007, a raíz de una solicitud de la Fiscalía, un tribunal de Tiflis decidió que Okruashvili debía ser devuelto ante custodia policial pendiente de investigación. En diciembre de 2007, fue arrestado en Alemania a petición de Georgia, pero posteriormente fue trasladado a Francia, donde un tribunal dictaminó que sería liberado bajo fianza con la solicitud de extradición de Georgia, pendiente de ser examinada el 16 de abril de 2008. Mientras tanto, un tribunal georgiano lo declaró culpable de "extorsión a gran escala" y lo sentenció a 11 años de prisión in absentia el 28 de marzo de 2008. El 23 de abril de 2008 se le concedió asilo político en Francia. Finalmente, los tribunales franceses rechazaron también la solicitud de extradición.
En septiembre de 2008, Reuters informó que Okruashvili había dicho que Saakashvili había planeado durante mucho tiempo la guerra contra Osetia del Sur en 2008, pero que la había ejecutado pésimamente. Afirmó que mientras era ministro de Defensa de 2004 a 2006, él y Saakashvili trabajaron juntos en planes militares para retomar Osetia del Sur y Abjasia, diciendo que "Abjasia era nuestra prioridad estratégica, pero planes militares en 2005 para tomar tanto Abjasia como Osetia del Sur".
En octubre de 2010, Okruashvili renunció a su cargo en el Movimiento por Georgia unida y poco después se unió con los políticos de alto perfil de Georgia -Sozar Subari, Levan Gachechiladze y Erosi Kitsmarishvili- para establecer un nuevo partido de oposición, el Partido Georgiano.

### Retorno
En una entrevista telefónica con Maestro TV, basada en Tiflis, el 22 de mayo de 2011, dijo: "El 25 de mayo estaré en Georgia junto con mi gente. No voy a hablar de detalles. El 25 de mayo lograremos poner fin al régimen de Saakashvili con pérdidas mínimas. Si hay un gran apoyo público, las pérdidas serán mínimas. Por lo tanto, todos deben reconocer la responsabilidad que debe asumir nuestro país".
Tras el cambio de gobierno en Georgia, Okruashvili, que se enfrentaba a múltiples cargos criminales en Georgia, regresó de su exilio francés a su país de origen. Pero a pesar de una amnistía amplia para los presos políticos, fue detenido a su llegada al aeropuerto de Tiflis el 20 de noviembre de 2012. La ministra de Justicia de Georgia, Tea Tsulukiani, comentó que compartía la opinión de que Okruashvili: "fue objeto de persecución política por anteriores, pero no significa automáticamente que sea inocente en los cargos criminales que pueda enfrentar; requiere investigación". "Hay varias acusaciones penales contra él y la más reciente está relacionada con la creación de grupos armados ilegales y que está relacionada con los eventos de mayo de 2011 [durante manifestaciones de protesta callejera]. Se necesita más investigación y creo que Okruashvili regresó para probar su verdad". Irakli Okruashvili fue liberado de una sala de audiencias el 11 de enero. Su liberación fue posible después de que Okruashvili fuera destituido de cargos de soborno y extorsión durante un  juicio en la Audiencia en la Corte de Apelaciones el 10 de enero y después de que el Tribunal de la Ciudad de Tiflis aceptara el 11 de enero una moción de los fiscales para liberar a Okruashvili de la custodia con una fianza de 15.000 lari.
Después de su liberación, Okruashvili dio una entrevista a Reuters para definir las razones de su regreso a Georgia después de varios años de residencia en Francia bajo asilo político. Okruashvili dijo que la acusación de Georgia no lo utiliza como "un testigo de oro" contra el presidente Saakashvili, como se sugirió en los medios de comunicación georgianos, y no hubo un gran acuerdo con el nuevo gobierno sobre ningún tema. "Mi regreso (al país) se basó en mi decisión y eso es todo", dijo Okruashvili. En 2016, sufrió un atentado armado mientras dirigía un mitin político en la ciudad de Gori.